# Mühltal
Mühltal é um município da Alemanha, situado no distrito de Darmstadt-Dieburg, no estado de Hesse. Tem 25,34 km² de área, e sua população em 2019 foi estimada em 13.844 habitantes.